# Промислово-виробнича техніка
Промислово-виробнича техніка — сукупність технічних засобів, створених людством для обслуговування своїх потреб виробничого характеру в промисловості.
До виробничої техніки відносять машини, двигуни, механізми, інструменти, апаратуру, засоби керування машинами й технологічними процесами, засоби транспорту, комунікації, зв'язку тощо.

## Промислово-виробнича техніка в різних системах класифікації
Універсальної класифікації техніки ще не створено. Переважно її класифікують за галузевою структурою виробництва (наприклад, техніка промисловості, техніка транспорту, сільськогосподарська техніка) або за природничонауковим принципом, наприклад:
- ядерна;
- холодильна;
- обчислювальна тощо.

Добре визначені правила для досягнення уніфікованої класифікації має Гармонізована система опису та кодування товарів. За цією системою, наприклад, «МАШИНИ, ОБЛАДНАННЯ ТА МЕХАНІЗМИ; ЕЛЕКТРОТЕХНІЧНЕ ОБЛАДНАННЯ; ЇХ ЧАСТИНИ…» відносяться до 84 групи товарів, «Електричні машини, обладнання та їх частини; апаратура для запису або відтворення звуку, телевізійна апаратура для запису та відтворення зображення і звуку, їх частини та приладдя» — до 85 групи.
Класифікація техніки як товарів, об'єднуючи їх за спільними ознаками, дає можливість вивчати окремі види й різновиди, яким властиві ці ознаки. Вона створює передумови для автоматизованого обліку, планування, прогнозування асортименту, побудови прейскурантів, дозволяє уникнути плутанини при описі техніки, в організаційних і юридичних справах.

## Виробнича техніка
Найактивнішою частиною виробничої техніки є машини — найреволюційніший елемент продуктивних сил. Основні групи машин: технологічні (металообробні, будівельні, гірничі, металургійні, сільськогосподарські, текстильні та ін.), транспортні (автомобілі, тепловози, електровози, літаки, теплоходи тощо), транспортувальні (конвейєри, елеватори, крани та ін.), контрольно-керуючі, інформаційні та обчислювальні машини, енергетичні (електричні, двигуни внутр. згоряння, турбіни та ін.).
До складу невиробничої техніки належать засоби комунальної та побутової техніки, техніка освіти і культури, техніка для дозвілля, легковий транспорт, спортивна техніка та ін.

## Космічна і військова техніка
Швидко прогресує космічна техніка. Окремим класом також стоїть військова техніка, в яку входять всі технічні пристрої і машини, призначені для підтримки обороноздатності і ведення бойових дій на суші, в морі, в повітрі і в космосі.